# Sobór Narodzenia Przenajświętszej Bogurodzicy we Wrocławiu
Sobór Narodzenia Przenajświętszej Bogurodzicy – katedra prawosławna we Wrocławiu, będąca główną świątynią diecezji wrocławsko-szczecińskiej oraz siedzibą parafii Narodzenia Przenajświętszej Bogurodzicy (w dekanacie Wrocław). Sobór mieści się przy ulicy św. Mikołaja, w obrębie Dzielnicy Czterech Wyznań.

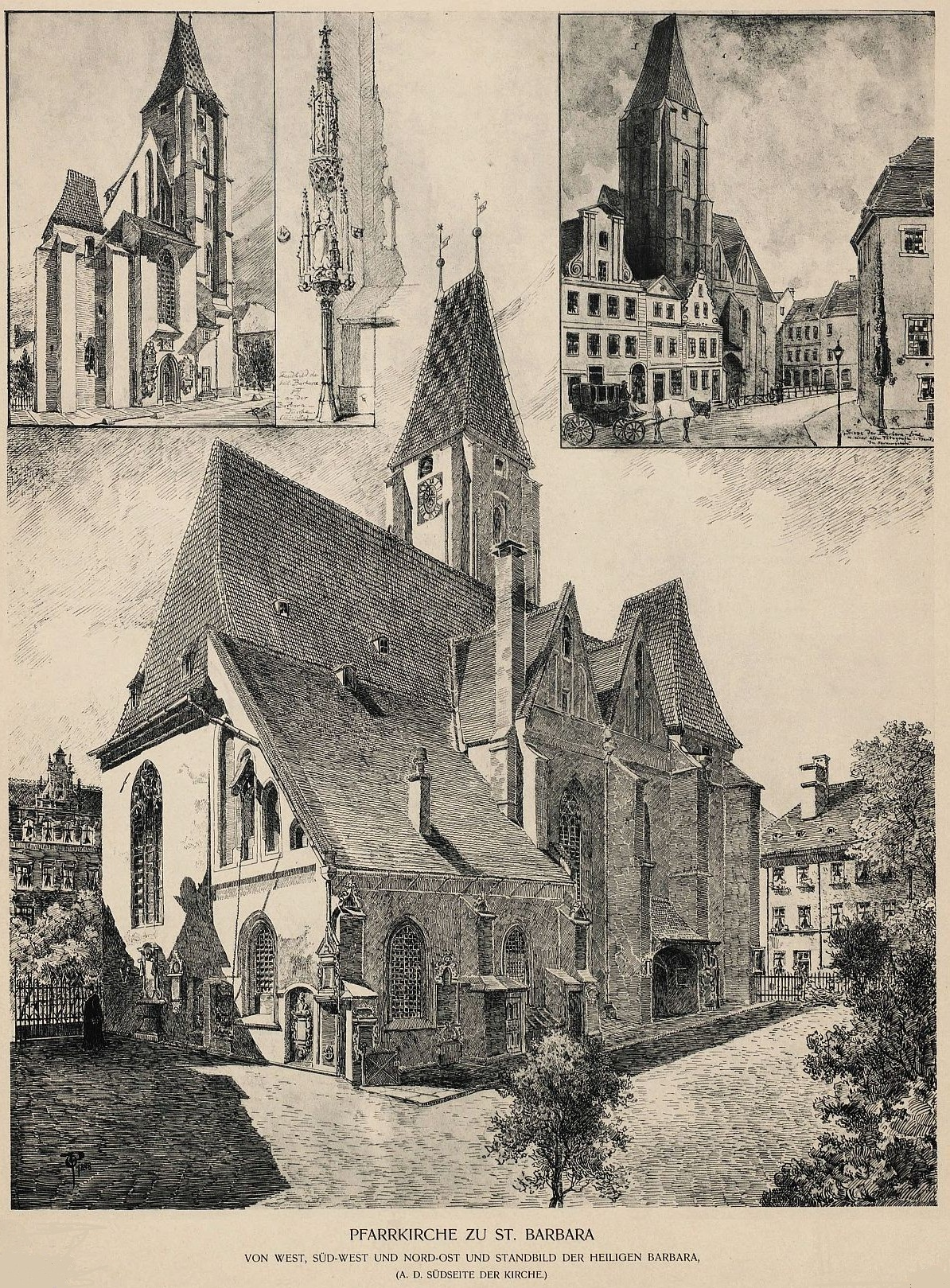
Dawny kościół ewangelicki św. Barbary, 1900

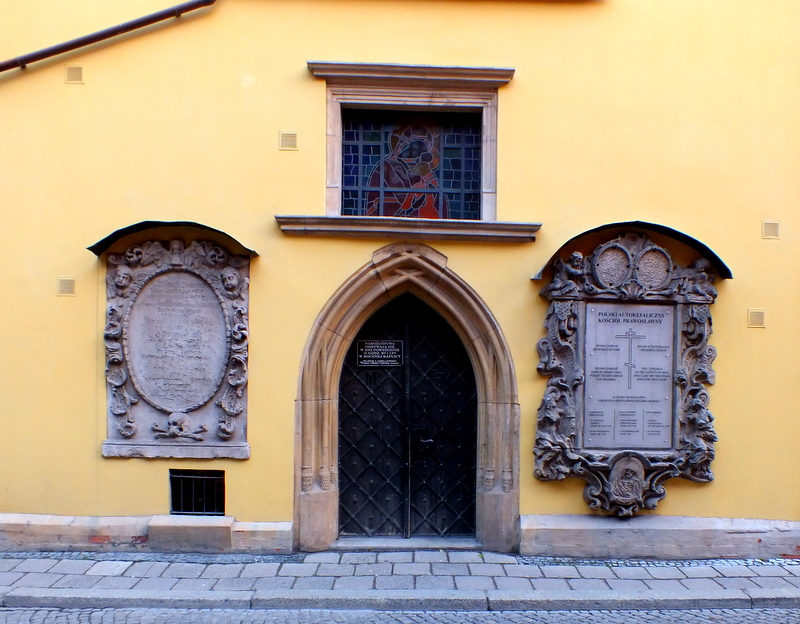
Wejście od ul. Wszystkich Świętych

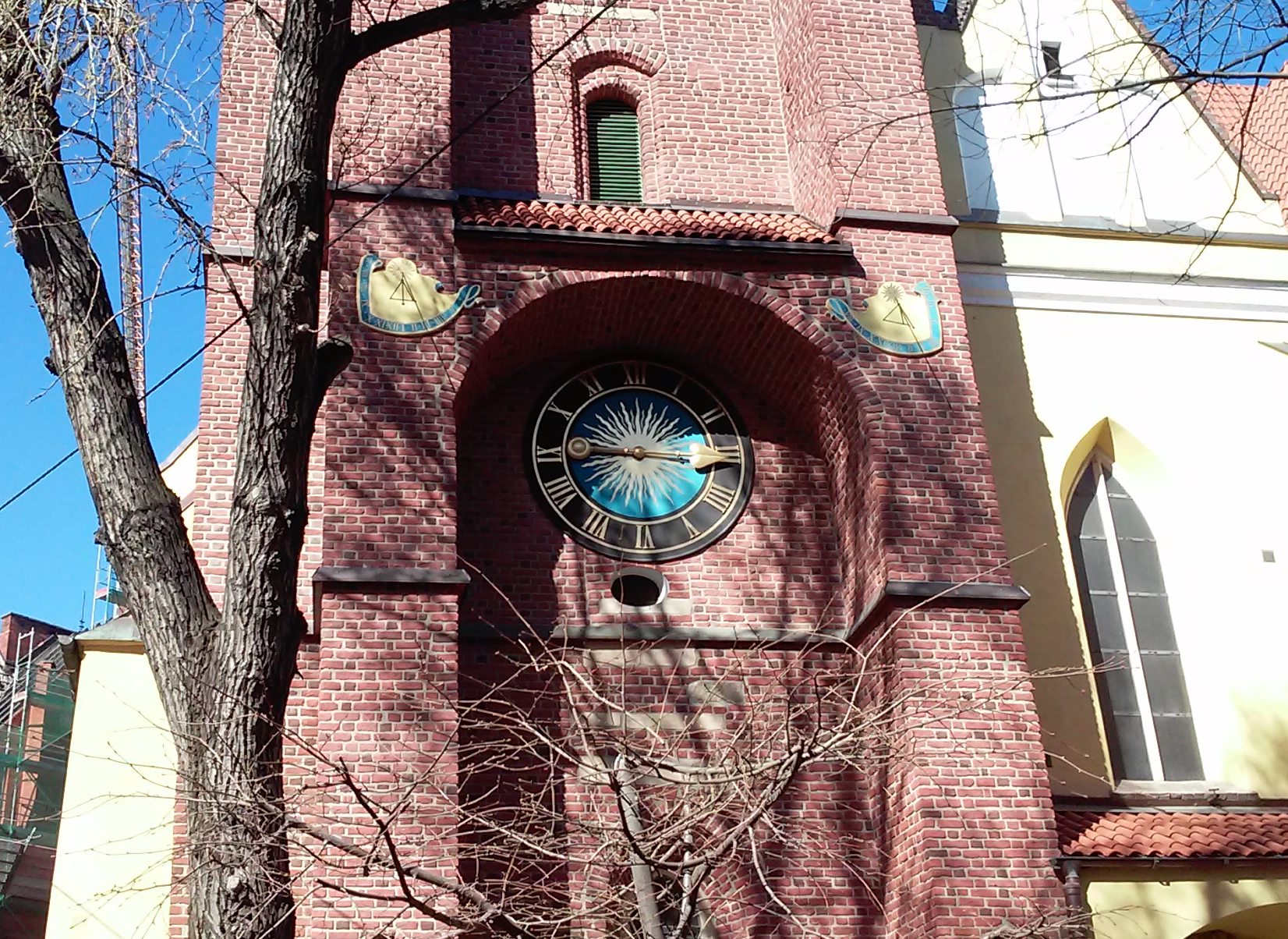
Zegar Kluskowy i zegary słoneczne na wieży katedry

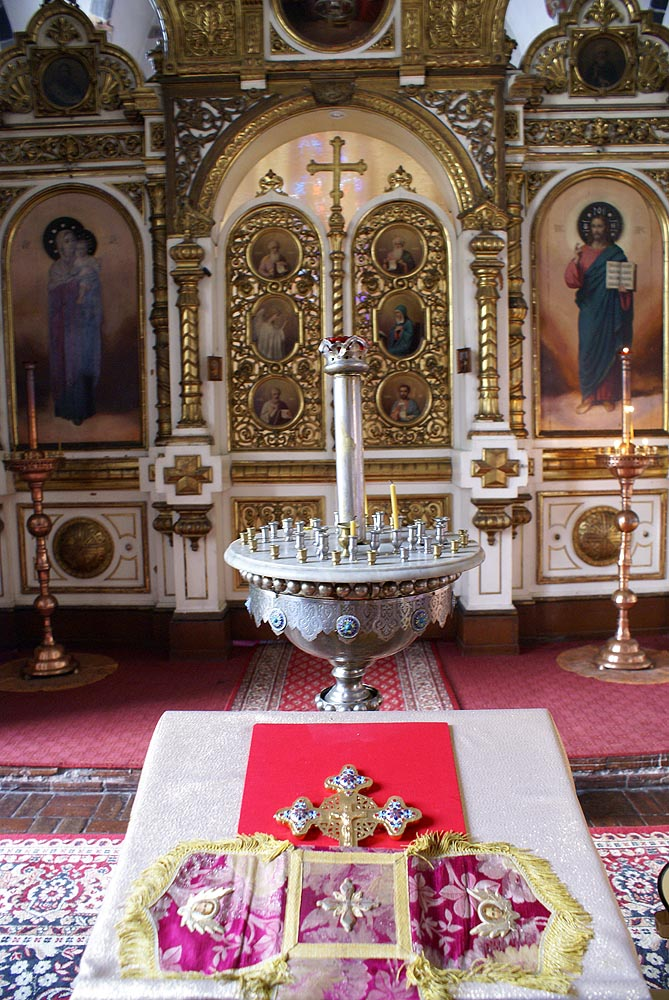
Ikonostas przed ołtarzem bocznym

## Historia, architektura
Dawna świątynia św. Barbary powstała na przełomie XV i XVI w. jako kościół filialny i pogrzebowy parafii św. Elżbiety. Wcześniej na jego miejscu znajdowała się kaplica cmentarna z XIII w., która spłonęła jeszcze przed 1400, kiedy zaczęto odbudowę i rozbudowę świątyni. Zbudowana w stylu gotyckim trójnawowa bryła z cegły, długości 32,7 i szerokości 24,6 metrów. Ma od strony zachodniej (dziś ulica Wszystkich Świętych, biegnąca na tyłach sąsiadującego z kościołem Wojewódzkiego Szpitala im. Józefa Babińskiego) dwie wieże o kwadratowej podstawie, ale tylko jedna z nich (południowa, na rogu ulicy św. Mikołaja) osiągnęła planowaną wysokość, druga nie przewyższa murów kościoła.
W 1526 przeszła w ręce ewangelików, w latach 1741–1920 kościół garnizonowy. Zniszczenia z okresu II wojny światowej sięgnęły 70%, kościół stracił całe swoje wyposażenie i średniowieczne polichromie, spłonęły dachy, runęły sklepienia. Zabezpieczony tuż po wojnie, odbudowany w latach 1959–1961. Przekazany Kościołowi prawosławnemu w czerwcu 1963 i ustanowiony katedrą diecezji wrocławsko-szczecińskiej. Wpisany do rejestru zabytków 27 listopada 1947 pod nr 11 oraz 23 października 1961 pod nr A/288/15.
Elewację świątyni odrestaurowano w latach 1963–1965. W 1985 ukończono remont wież, a do 1994 wymieniono pokrycie dachu.
Mimo wielu przebudów i zniszczeń do dziś zachowało się kilka dzieł, które niegdyś tworzyły wystrój tegoż kościoła. Najcenniejszym z nich jest gotyckie retabulum ołtarza głównego ze scenami z Żywota św. Barbary oraz Pasji i triumfu Chrystusa. Obecnie zdekompletowany w MNW. Również w zbiorach warszawskich datowane na 1410 epitafium Barbary Polani z wizerunkami Marii i Vir Dolorum. W zbiorach MNWr obraz Veraicon z ok. połowy XV wieku.
W świątyni znajdują się dwa ikonostasy: przed ołtarzem głównym – współczesny (drewniany, rzeźbiony, wykonany w 2019 r. w Salonikach; poprzedni zawierał ikony autorstwa Jerzego Nowosielskiego, Adama Stalony-Dobrzańskiego i Sotirisa Adamopulosa, niektóre z nich zostały przeniesione do nowego) oraz przed ołtarzem bocznym – pochodzący z Sosnowca, z rozebranej w 1938 cerkwi św. Mikołaja. Wnętrze katedry zdobią freski wykonane pod kierunkiem Jerzego Nowosielskiego. Od grudnia 2019 r. na wyposażeniu soboru znajdują się też dwa kioty i trzy analogiony, wykonane – podobnie jak nowy ikonostas – w Salonikach.
W 2015 r. miał miejsce kolejny remont świątyni. W listopadzie 2019 r. na wyższej wieży umieszczono  sześcioramienny krzyż.

## Zegar Kluskowy
Na wieży katedry znajduje się zrekonstruowany w 2014 r. (po zniszczeniach z okresu II wojny światowej) Zegar Kluskowy (w gwarze wrocławskiej Kließelseeger / niem. Klößezeiger) oraz dwa mniejsze zegary słoneczne. Przed 1945 rokiem zegar spóźniał się o ok. 15 minut. Zgodnie z legendą, nazwa zegara bierze się od tego, że dawniej wrocławskie gospodynie wrzucały kluski śląskie do garnka, kiedy biły dzwony w centrum miasta, a wyciągały je, gdy bił spóźniający się Zegar Kluskowy – gotowane przez taki czas kluski wychodzić miały idealnie.

## Inne katedry we Wrocławiu
Poza prawosławną katedrą we Wrocławiu znajdują się jeszcze trzy katedry należące do innych wyznań. Są to:
- greckokatolicka katedra św. Wincentego i św. Jakuba
- polskokatolicka katedra św. Marii Magdaleny
- rzymskokatolicka archikatedra św. Jana Chrzciciela.